# 興可河擬四眼鱂
興可河擬四眼鱂，為輻鰭魚綱鯉齒目鰕鱂亞目溪鱂科的其中一種，為熱帶淡水魚，分布於南美洲巴西Xingu河流域，體長可達7.5公分，棲息在底中層水域，生活習性不明。

## 擴展閱讀
維基物種上的相關：興可河擬四眼鱂